# Її алібі
«Її алібі» (англ. Her Alibi) — романтична комедія Брюса Бересфорда, головні ролі виконали Том Селлек та Поліна Порізкова.

## Сюжет
Філ Блеквуд знаходиться у творчому пошуку нового сюжету для майбутнього детективу. У розпачі він починає відвідувати судові засідання. На одному із них він зустрічає красуню Ніну, яку звинувачують у вбивстві чоловіка. Закохавшись у дівчину, Філ забезпечує їй алібі разом з Семом.
Вони починають жити разом та все ж певний час чоловік сумнівається у непричетності Ніни до вбивства. Все стає на свої місця, коли дівчина розповідає йому правду.

## У ролях
| Актор            | Персонаж     | Роль              |
| ---------------- | ------------ | ----------------- |
| Том Селлек       | Філ Блеквуд  | письменник        |
| Поліна Порізкова | Ніна         | підозрювана       |
| Вільям Деніелс   | Сем          | видавець          |
| Джеймс Фарентіно | Френк Політо | лейтенант поліції |

## Створення фільму

### Виробництво
Зйомки фільму проходили в Балтиморі, США.

### Знімальна група
- Кінорежисер — Брюс Бересфорд
- Сценарист — Чарлі Пітерс
- Кінооператор — Фредді Фрінсіс
- Кіномонтаж — Анн Гурсо
- Композитор — Жорж Делерю
- Художник-постановник — Генрі Бумстед
- Художник по костюмах — Енн Рот
- Підбір акторів — Кен Карлсон[1].

### Саундтреки
| Виконавець   | Назва пісні       | Автор                                   |
| ------------ | ----------------- | --------------------------------------- |
| Ренді Ньюман | «Falling in Love» | Ренді Ньюман                            |
| Літл Річард  | «Tutti Frutti»    | Літл Річард, Дороті Лабострі, Джо Лубін |

## Сприйняття

### Критика
Фільм мав негативні відгуки. На сайті Rotten Tomatoes оцінка фільму становить 15 % на основі 20 відгуків від критиків (середня оцінка 3,6/10) і 43 % від глядачів із середньою оцінкою 2,7/5 (6,890 голоси). Фільму зарахований «гнилий помідор» від кінокритиків та «розсипаний попкорн» від глядачів, Internet Movie Database — 5,7/10 (5 798 голоси).

### Номінації та нагороди
| Нагороди та номінації фільму «Її алібі» | Нагороди та номінації фільму «Її алібі» | Нагороди та номінації фільму «Її алібі» | Нагороди та номінації фільму «Її алібі» | Нагороди та номінації фільму «Її алібі» | Нагороди та номінації фільму «Її алібі» |
| Рік                                     | Кінофестиваль/кінопремія                | Категорія/нагорода                      | Номінант                                | Результат                               |                                         |
| --------------------------------------- | --------------------------------------- | --------------------------------------- | --------------------------------------- | --------------------------------------- | --------------------------------------- |
| 1990                                    | Золота малина                           | Найгірша акторка                        | Поліна Порізкова                        | Номінація                               |                                         |